# Earl Barrett
Earl Delisser Barrett (* 28. April 1967 in Rochdale) ist ein ehemaliger englischer Fußballspieler. Sowohl als rechter Verteidiger als auch in der Abwehrmitte einsetzbar, spielte er mit Manchester City, Oldham Athletic, Aston Villa, dem FC Everton und Sheffield Wednesday für fünf englische Erstligisten. Größter Erfolg war für den dreifachen A-Nationalspieler im Jahr 1994 der Gewinn des Ligapokals.

## Sportlicher Werdegang

### Vereinskarriere
Barrett schloss sich im Alter von 15 Jahren Manchester City an. Während seiner ersten Profisaison 1985/86 erlangte er erste Spielpraxis während eines Ausleihgeschäfts beim Viertligisten Chester City. Dort trug er ab März 1986 mit zwölf Einsätzen dazu bei, dass dem von Harry McNally trainierten Team als Vizemeister der Aufstieg in die Drittklassigkeit gelang. Nach seiner Rückkehr zu den „Citizens“ ließ der sportliche Durchbruch bei dem Erstligisten jedoch weiter auf sich warten, bevor sich im November mit dem Zweitligisten Oldham Athletic ein weiterer Interessent für ein Ausleihgeschäft meldete. Als Manchester City die Bereitschaft für einen dauerhaften Transfer signalisierte, nahm Oldhams Trainer Joe Royle diese Gelegenheit wahr und investierte eine Ablösesumme in Höhe von 35.000 Pfund. Für die „Citizens“ hatte Barrett bis dahin nur drei Ligaspiele bestritten. 
Bei den „Latics“ entwickelte sich Barrett zu einer festen Größe in der Abwehrformation und während der drei Spielzeiten 1988/89 bis 1990/91, die in dem Erstligaaufstieg als Zweitligameister gipfelte, verpasste er nur zwei von 138 Ligapartien. Dazu gesellten sich Achtungserfolge in den heimischen Pokalwettbewerben. Er gehörte zu dem Team, das im Jahr 1990 erst im Endspiel des Ligapokals gegen Nottingham Forest (0:1) unterlag. Ein zweites Finale 1990 im FA Cup verpasste Oldam knapp aufgrund einer Niederlage im Semifinal-Wiederholungsspiel gegen Manchester United (1:2). Barrett konnte während seiner aktiven Zeit sowohl auf der rechten Abwehrseite als auch im Zentrum eingesetzt werden. Geschätzt wurden neben der Fähigkeit als „Manndecker“ und der Beidfüßigkeit seine Schnelligkeit, mit der er den Ball aus der Defensive führte. Im Februar 1992 wechselte Barrett für 1,7 Millionen Pfund zu Aston Villa – diese Summe stellte für Oldham Athletic einen Einnahmerekord dar.
Trotz anfänglicher Eingewöhnungsschwierigkeiten durchlebte Elliott in Birmingham seine erfolgreichste Zeit als Spieler. Neben dem Gewinn der Vizemeisterschaft in der Saison 1992/93 errang er mit den „Villans“ im Jahr darauf nach einem 3:1-Finalgewinn gegen Manchester United den Ligapokal. Noch vor Ablauf der folgenden Spielzeit 1994/95 zog es ihn jedoch Ende Januar 1995 weiter zum Ligakonkurrenten FC Everton, nachdem dort im November 1994 sein Ex-Trainer Royle die Geschicke übernommen hatte. Kurze Zeit später gewann der FC Everton den FA Cup, jedoch ohne Barrett, der für diesen Wettbewerb nicht für Everton spielberechtigt gewesen war. Seine Zeit beim FC Everton war überschattet von einer Knieverletzung, so dass er nach gerade einmal 74 Ligaeinsätzen in mehr als drei Jahren zum Konkurrenten Sheffield Wednesday ablösefrei im Februar 1998 wechselte – kurz zuvor hatte er für einen Monat beim Stadtrivalen Sheffield United ausgeholfen. Sein letztes Profispiel absolvierte Barrett am 3. Oktober 1998 beim 0:4 gegen den FC Middlesbrough. Aufgrund seiner Blessuren kam er bis zum Ende seiner Vertragslaufzeit nach Ablauf der Saison 1999/2000, die den Abstieg aus der Premier League brachte, nicht mehr zum Zuge.

### Englische Nationalmannschaft
Als maßgeblicher Faktor beim Aufstieg von Oldham Athletic wurden Barretts gute Leistungen mit einem ersten Einsatz gegen Neuseeland anlässlich einer Ozeanien-Tour der englischen A-Nationalmannschaft belohnt. Der damalige Nationaltrainer Graham Taylor setzte ihn am 3. Juni 1991 in der Abwehrmitte an der Seite von Des Walker ein und die Partie wurde mit 1:0 in Auckland gewonnen. Aufgrund anfänglicher Formschwächen nach dem Wechsel Anfang 1992 zu Aston Villa verzichtete Taylor kurz darauf auf weitere Berufungen und erst gut zwei Jahre nach seinem Einstand absolvierte er während eines Turniers in den Vereinigten Staaten zwei weitere Länderspiele gegen Brasilien (1:1) und Deutschland (1:2) im Sommer 1993. Hintergrund seines „Comebacks“ war die Problemzone auf der rechten Abwehrseite, die Barrett helfen sollte, auszubessern. Das Turnier verlief für England jedoch mit Ausnahme des Resultats gegen Brasilien desaströs (gegen den Gastgeber aus den USA verlor England ohne Barrett mit 0:2) und nach zwei letzten Nominierungen ohne Einsatz im Herbst 1993 blieb Barrett sowohl während Taylors Regentschaft als auch unter dem Nachfolger Terry Venables komplett unberücksichtigt.

## Titel/Auszeichnungen
- Englischer Ligapokal (4): 1994
- Englischer Supercup (1): 1995
- PFA Team of the Year (2): Saison 1989/90, 1990/91 (jeweils 2. Liga)